# Archibald Murray

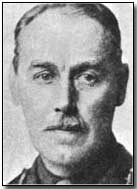
Archibald Murray.

Archibald James Murray, född 23 april 1860, död 21 januari 1945, var en brittisk militär.
Murray blev officer vid infanteriet 1879, överste 1902, generalmajor 1910, generallöjtnant 1915, general 1919 och erhöll avsked 1922. Murray deltog med utmärkelse i boerkriget och blev vid första världskrigets utbrott 1914 generalstabschef vid expeditionsarmén i Frankrike. I oktober 1915 förflyttades han till chef för generalstaben i hemlandet och blev 1916 chef för armén i Egypten och Palestina. 1917 återkallades han till Storbritannien som chef för de i Aldershot förlagda trupperna.